# Luis Cabrera Figueroa
Luis Alberto Cabrera Figueroa (Antofagasta, Chile, 7 de enero de 1994) es un futbolista chileno que juega de mediocampista y su actual club San Luis de la Primera B de Chile.

## Trayectoria
Comenzó su carrera como profesional en Deportes Antofagasta el año 2010, en donde estuvo por 7 años. En enero de 2018 es anunciado como nuevo jugador de Audax Italiano de la Primera División de Chile. En diciembre de 2021 es anunciado como refuerzo de Coquimbo Unido de la misma divisional, con vistas a la temporada 2022.En diciembre de 2022 es Deportes Copiapó quien lo anuncia como nuevo refuerzo.
En enero de 2024 es presentado como nuevo jugador de Deportes Limache de la Primera B chilena.

## Clubes
| Club                 | País  | Año       |
| -------------------- | ----- | --------- |
| Deportes Antofagasta | Chile | 2010-2017 |
| Audax Italiano       | Chile | 2018-2021 |
| Coquimbo Unido       | Chile | 2022      |
| Deportes Copiapó     | Chile | 2023      |
| Deportes Limache     | Chile | 2024      |
| San Luis             | Chile | 2025-Act. |